# HD 82638
HD 82638，又名BD-07 2836，SAO 136945、HR 3801，是一颗恒星，视星等为6.12，位于銀經242.3，銀緯30.2，其B1900.0坐标为赤經9h 28m 6.7s，赤緯-8° 30.2′ 42″。